# Liste des batailles de la guerre Imjin
Il y a beaucoup de batailles comptabilisées et non comptabilisées au cours des deux invasions japonaises de la Corée entre 1592 et 1598. Les principales batailles sont :
- 1592
  - Siège de Busan
  - Bataille de Dadaejin
  - Siège de Dongrae
  - Bataille de Sangju
  - Bataille de Chungju
  - Campagne de Hamgyong - aussi appelée « campagne du nord de Kato »
  - Bataille d'Okpo - première bataille navale majeure entre la flotte japonaise d'invasion et la Corée
  - Bataille de Sacheon - première bataille navale où sont utilisés les Bateaux tortue
  - Bataille de la rivière Imjin
  - Bataille de Dangpo - bataille navale
  - Bataille de Danghangpo - bataille navale
  - Bataille de Hansando - bataille navale
  - Siège de Pyeongyang - la ville est assiégée 2 fois en une année
  - Bataille de Jeonju
  - Siège de Yeongwon
  - Bataille de Chongju
  - Bataille de Busan - bataille navale
  - Siège de Jinju - premier siège de Jinju

- 1593
  - Siège de Pyongyang
  - Bataille de Byeokjegwan
  - Siège de Haengju
  - Siège de Jinju - second siège du château de Jinju (victoire japonaise)
  - Bataille de Haejeongchang - partie de la campagne de Hamgyong
  - Bataille de Danghangpo - bataille navale

- 1597
  - Bataille de Chilchonryang - bataille navale
  - Siège de Namwon
  - Bataille de Jiksan
  - Bataille de Myong-Yang - bataille navale
  - Siège d'Ulsan - premier siège d'Ulsan
  - Bataille de Hwawangsan

- 1598
  - Siège de Suncheon
  - Siège d'Ulsan - second siège d'Ulsan
  - Bataille de Sacheon
  - Bataille de Noryang - dernière bataille navale

## Source de la traduction
- (en) Cet article est partiellement ou en totalité issu de l’article de Wikipédia en anglais intitulé « List of battles during the Japanese invasions of Korea (1592–98) » (voir la liste des auteurs).